# 상호작용 묘사
양자역학에서 상호작용 묘사(相互作用描寫, interaction picture)는 양자역학적 계의 상태 벡터와 관측가능량 연산자가 서로 다른 해밀토니언을 따라 변화하는 묘사다. 슈뢰딩거 묘사와 하이젠베르크 묘사의 중간으로 볼 수 있다.
상호작용 묘사는 양자역학과 양자장론의 섭동 이론에서 널리 쓰인다. 폴 디랙이 도입하였다.

## 정의
계의 해밀토니언 {\displaystyle H}를 두 항의 합으로 나타내자.
{\displaystyle H=H_{0}+V}.
통상적으로 {\displaystyle H_{0}}은 단순하고 간단한 꼴이고, {\displaystyle V}는 쉽게 풀기 힘든 복잡한 꼴(입자 사이의 상호작용 등)이다. 상호작용 묘사에서는 상태 벡터 {\displaystyle |\psi (t)\rangle }는 상호작용항 {\displaystyle V}를 따라 변화하고, 모든 관측가능량 {\displaystyle A}는 {\displaystyle H_{0}}을 따라 변화한다.

### 상태 벡터
상호작용 묘사의 상태 벡터는 슈뢰딩거 묘사의 상태 벡터와 다음과 같이 관계하게 정의된다. 아랫첨자 I와 S는 각각 상호작용 묘사와 슈뢰딩거 묘사를 나타낸다.
{\displaystyle |\psi (t)\rangle _{I}=e^{iH_{0}t/\hbar }|\psi (t)\rangle _{S}}

### 연산자
상호작용 묘사의 연산자는 슈뢰딩거 묘사의 연산자와 다음과 같이 관계하게 정의된다.
{\displaystyle A_{I}=e^{iH_{0}t/\hbar }A_{S}e^{-iH_{0}t/\hbar }}

## 시간 진행
상태 벡터의 시간에 따른 변화는 다음과 같다.
{\displaystyle i\hbar {\frac {d}{dt}}|\psi (t)\rangle _{I}=e^{iH_{0}t/\hbar }Ve^{-iH_{0}t/\hbar }|\psi (t)\rangle _{I}}
상호작용 묘사의 VI = exp(iH0t/ℏ)Vexp(-iH0t/ℏ)이므로, 이 변화를 다음과 같이 쓸 수 있다.
{\displaystyle i\hbar {\frac {d}{dt}}|\psi (t)\rangle _{I}=V_{I}|\psi (t)\rangle _{I}}
이 방정식은 슈뢰딩거 방정식에서 해밀토니안 H를 VI로 바꾼 꼴과 유사하다.
연산자의 시간에 따른 변화는 다음과 같다.
{\displaystyle \mathrm {i} \hbar {\frac {d}{dt}}A_{I}=[A_{I},H_{0}]+\mathrm {i} \hbar {\frac {\partial }{\partial t}}A_{I}}.

## 같이 보기
- 브라-켓 표기법
- 슈뢰딩거 방정식